# Auditorio Alfredo Kraus (Majadahonda)
El Auditorio Municipal Alfredo Kraus es un auditorio ubicado en el municipio de Majadahonda (Madrid, España), obra del arquitecto Javier Bellosillo, inaugurado el 18 de mayo de 1998, con la presencia del propio tenor Alfredo Kraus y la por entonces ministra de Educación Esperanza Aguirre.
La inauguración de este auditorio, una de las últimas apariciones en público de Alfredo Kraus antes de su fallecimiento, contó con la participación de la Joven Orquesta Juan Crisóstomo Arriaga dirigida por su director Bruno Dozza, tocando como solistas Eunice Cordero en el violín y Luis Miguel Hernández en la viola.
El Auditorio cuenta con un aforo de 250 localidades. Se le otorgó un premio municipal por su diseño innovador, aunque no muy apropiado para unas instalaciones destinadas a la interpretación de música.
Es la sede de la Escuela Municipal de Música Enrique Granados.